# Sonic Boom (jeu vidéo, 1987)
Pour les articles homonymes, voir Sonic boom.
Sonic Boom est un jeu vidéo de type shoot 'em up développé et édité par Sega, sorti en 1987 sur borne d'arcade.